# Philya pallidipennis
Philya pallidipennis är en insektsart som beskrevs av Walker. Philya pallidipennis ingår i släktet Philya och familjen hornstritar. Inga underarter finns listade i Catalogue of Life.